# 中川素子
中川 素子（なかがわ もとこ、1942年 - ）は、日本の絵本研究者。専門は美術史。文教大学名誉教授。

## 人物・略歴
1942年、東京生まれ。旧姓小川。1961年、静岡県立静岡高等学校卒業。1966年、東京藝術大学美術学部芸術学科卒業（1965年に安宅賞（奨学金）受賞）。1969年、同大学院美術研究科保存修復技術専攻（修士課程）修了。修了制作では「興福寺五部浄像脱乾漆復元想定像」を制作、東京芸術大学芸術資料館の買い上げとなった。同年、立正女子大学教育学部初等教育課程美術専修助手、1971年、同専任講師、1978年7月、文教大学（校名変更）教育学部初等教育課程美術専修助教授、1993年、同教授。2009年から2012年まで絵本学会会長を務めた。2013年、定年退職、名誉教授。実に44年の長きに亘り立正大学で教鞭を執り、大学の発展に寄与した。他に日本女子大学、日本女子大学大学院、立教大学、千葉大学にて非常勤講師、京都造形芸術大学にて客員教授を務めた。
1992年、『絵本はアート』で日本児童文学学会賞奨励賞受賞。

## 著書

### 単著
- 『絵本はアート ひらかれた絵本論をめざして』教育出版センター 1991
- 『本の美術誌 聖書からマルチメディアまで』工作舎 1995
- 『絵本は小さな美術館 形と色を楽しむ絵本47』平凡社新書 2003
- 『モナ・リザは妊娠中? 出産の美術誌』平凡社新書 2007

### 共著編
- 絵本の視覚表現 そのひろがりとはたらき 今井良朗,笹本純共著 日本エディタースクール出版部 2001
- イラストレーション・絵本 今井良朗共編 武蔵野美術大学出版局 2002
- 写真を使って絵本を作ろう! / 和田直人共著 あすなろ書房 2003
- 絵本でひろがる楽しい授業 文教大学絵本と教育を考える会著・中川編 明治図書出版 2003
- ブック・アートの世界 絵本からインスタレーションまで 坂本満共編 水声社 2006.6
- 女と絵本と男 翰林書房 2009

### 翻訳
- エイラトさんのへんしんどうぶつえん ロイス・エイラト 偕成社 1997.12
- エイラトさんのへんしんのうじょう ロイス・エイラト 偕成社 1998.7

## 家族
- 父：高杉一郎（小説家）
- 姉：田中泰子（ロシア児童文学の翻訳家、大阪外国語大学名誉教授）
- 姉：佐野朝子（ロシア文学の翻訳家、元慶應義塾大学講師）